# Carmona (Andalusien)

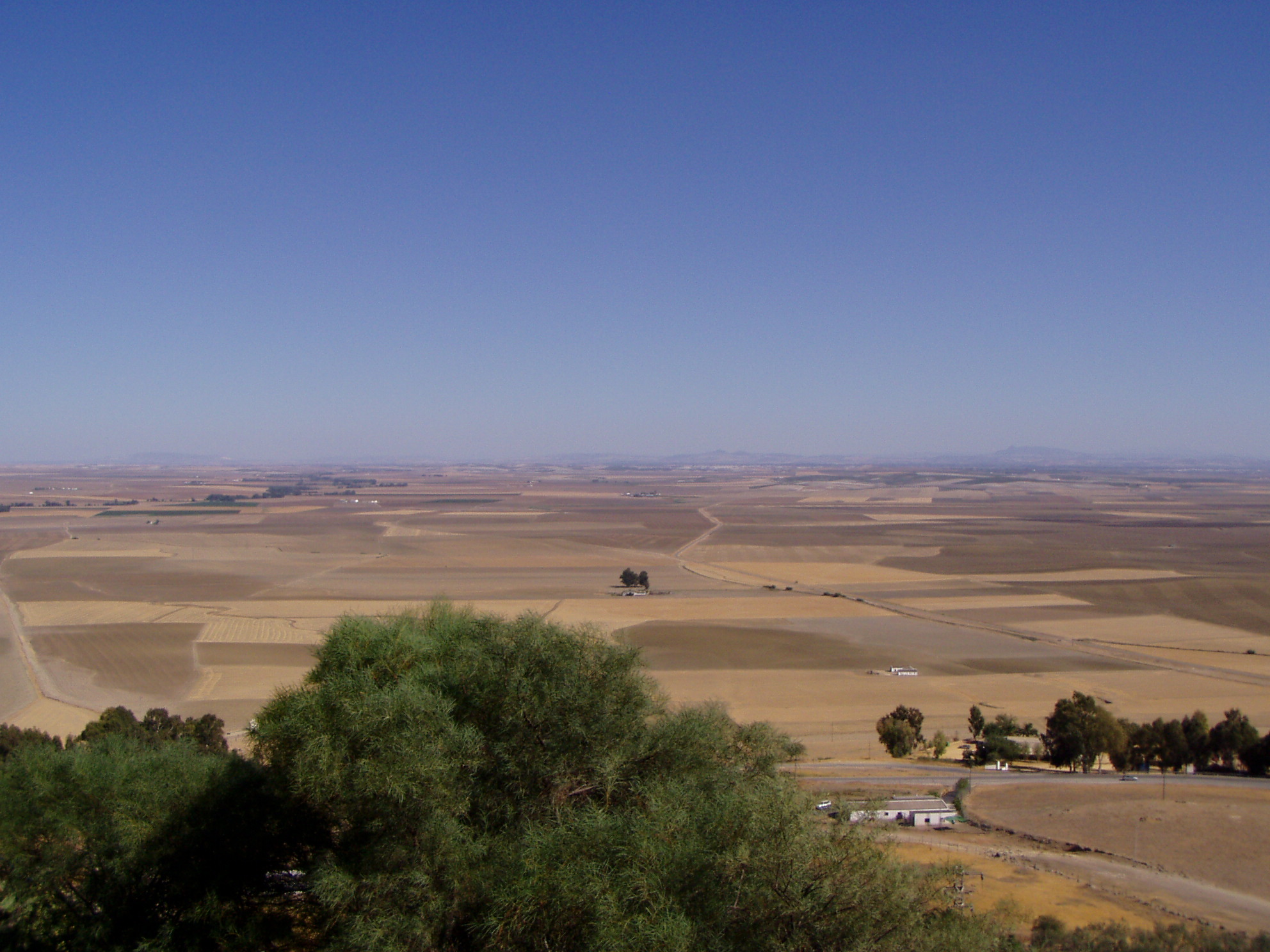
Landschaft um Carmona

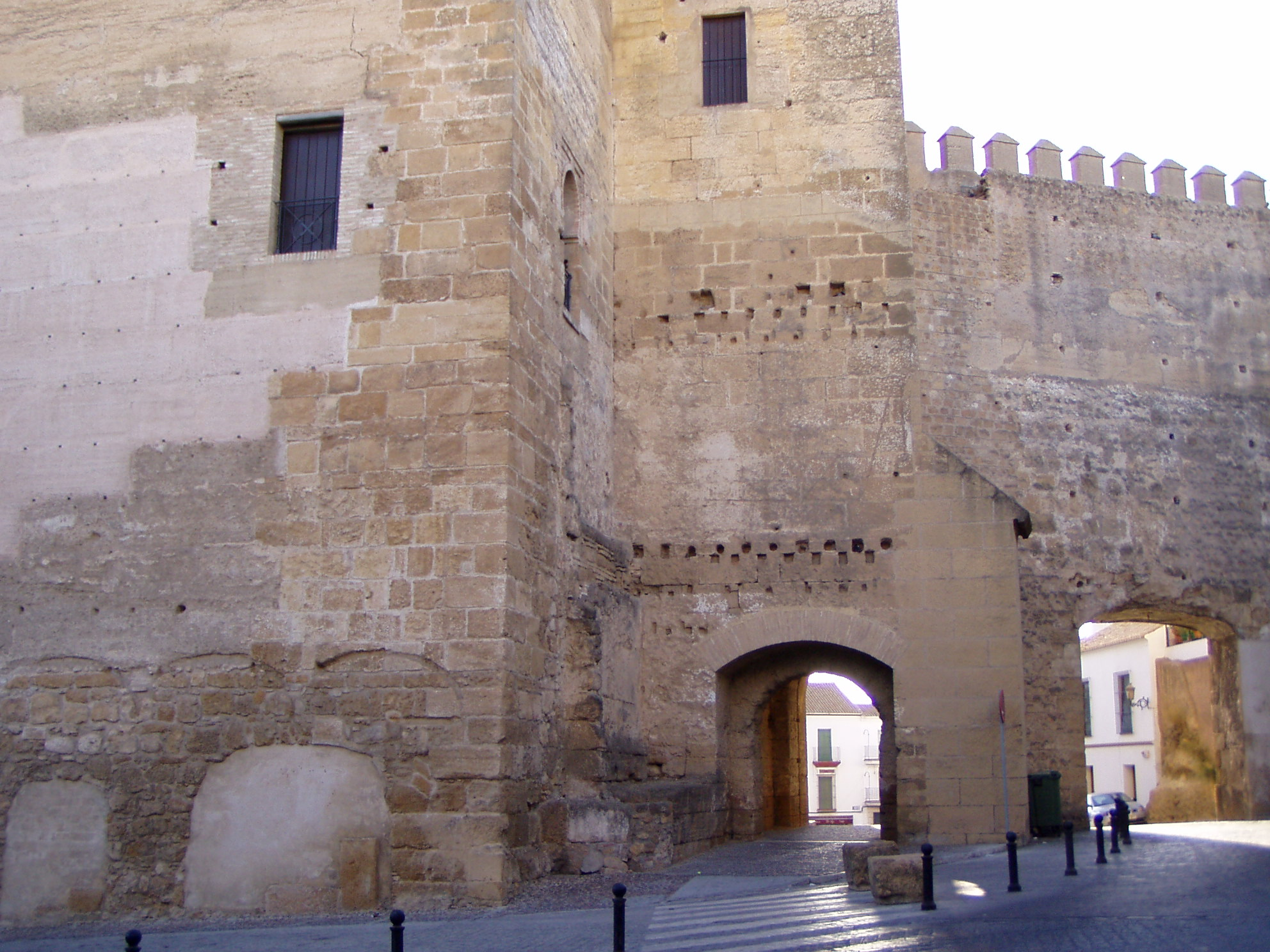
Carmona altes Stadttor

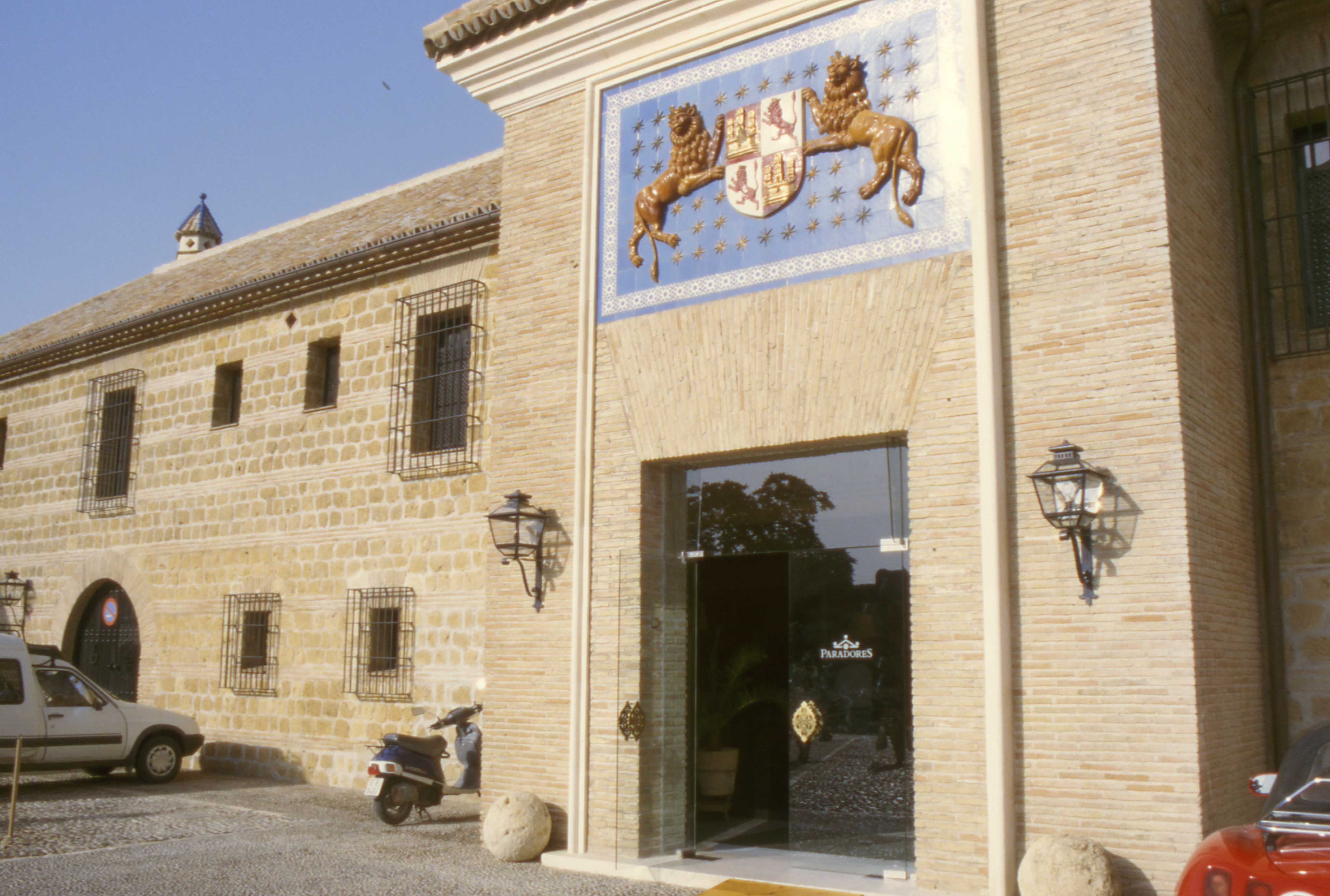
Parador bei Carmona

Carmona ist eine Stadt in Südwestspanien in der Provinz Sevilla (Andalusien), 43 Kilometer nordöstlich von Sevilla am Río Guadalquivir mit 29.871 Einwohnern (Stand: 2024).

## Geographie
Carmona wurde auf dem Alcores, einem Höhenzug in der Zentralebene Andalusiens, errichtet, von wo aus man die Sierra Morena im Norden bis zum Gipfel des San Cristobal im Süden überblicken kann. Carmona beherrscht die fruchtbare Vega del Corbones.

## Wirtschaft
Wirtschaftlich lebt Carmona neben Tourismus von Wein-, Olivenöl-, Getreide- und Viehhandel. Die jährliche Messe, die in Carmona im April abgehalten wird, gibt einem eine gute Gelegenheit, die Trachten und Gewohnheiten Südspaniens zu beobachten.

## Geschichte
Dank seiner strategisch günstigen Lage ist Carmona einer der ältesten Orte Andalusiens, seit vorgeschichtlicher Zeit ununterbrochen besiedelt. Carmona wurde in der Antike einer der blühendsten Handelsplätze. Bedeutende prähistorische Funde aus der Jungsteinzeit, wie der Glockenbecher, stammen aus Carmona. Karthago errichtete  eine befestigte Kolonie, die das untere Tal des Río Guadalquivir beherrschte und deshalb von ihnen laufend befestigt wurde. Carmona, ab 206 v. Chr. das römische Carmo, war die stärkste Stadt des späten römischen Spaniens in der Zeit Julius Caesars, in der es seine höchste Blüte erreichte und Münzen prägen durfte. Das Sevilla-Tor, eine Brücke, die Nekropole und das Amphitheater sind sichtbare Zeichen dieser römischen Herrschaft. Die Römerstraße durch Carmona wurde im Mittelalter El Arrecife genannt.
Mit der Eroberung Spaniens 711 durch die Mauren gelangte auch Carmona unter ihre Herrschaft. Sie steigerten die Bedeutung der Stadt, indem sie die Stadt mit einer Stadtmauer umgaben, sie zum Zentrum einer Taifa erhoben und mit Springbrunnen und Palästen dekorierten. 1247 eroberte Fernando III. von Kastilien die Stadt und stellte sie unter sein Motto Sicut Lucifer lucet in Aurora, sic in Wandalia Carmona (Wie der Morgenstern in der Dämmerung leuchtet, so scheint Carmona in Andalusien). Pedro el Cruel machte den vergrößerten Alcázar de la Puerta de Marchena zu seinem bevorzugten Palast. Auch seine Söhne bewohnten den Palast. 1424 wurde die Moschee abgerissen. Während der Herrschaft Juans II. und Enriques IV. wurde Carmona einer der Schauplätze der Rivalität der beiden Adelsgeschlechter Ponce de León und Guzmán. 1630 erhielt Carmona Stadtrechte.

## Archäologische Stätte
Die römische Nekropole, die der Mittel- und insbesondere der Oberschicht vorbehalten gewesen sein dürfte, beinhaltet viele in den Fels geschlagene Grabkammern mit Nischen für Urnen und gelegentlich Räumen, die steinerne Sitze (Triclinia) besitzen. Die Nutzung der Nekropole wird etwa auf das 1. und 2. Jahrhundert n. Chr. datiert. Zu jener Zeit war die häufigste Bestattungsform die Einäscherung. In einer in den Felsen geschlagenen Höhle wurden die Toten von speziellen Totengräbern auf Scheiterhaufen verbrannt. Gelegentlich dienten diese Verbrennungsstätten auch als Grab, in das die Urne gestellt und anschließend mit Quadersteinen, Ziegelsteinen oder einer Steinplatte verschlossen wurde. Das Grab wurde mit Erde bedeckt, und ein Grabstein gab über den Namen und Todesort des Verstorbenen Auskunft.
Vorherrschend ist in Carmona ein Familienmausoleum, bestehend aus einer unterirdischen Grabkammer, die über einen Treppenschacht zugänglich war. Die in der Regel viereckige Grabkammer besitzt etwa auf Augenhöhe umlaufend Nischen für die Urnen. Darunter befindet sich eine Bank für Opfergaben. Einige Grabkammern waren mit einer Tür verschlossen, von denen Überreste gefunden wurden. Andere waren wahrscheinlich durch einen Grabstein verschlossen. 
Zwei spektakuläre Grabanlagen verdienen besondere Erwähnung: Das Elefantengrab erhielt seinen Namen aufgrund einer hier an exponierter Stelle gefundenen Sandsteinfigur. Die Grabanlage besteht aus einem Altarraum, der der Verehrung der Gottheiten Cibeles und Attis diente, deren Verehrung in Rom eine enorme Bedeutung erlangte. Der Gott Attis, der jedes Jahr starb und wieder auferstand, erfuhr in Carmona besondere Verehrung, was durch weitere Funde in der Nekropole belegt ist. Hierdurch erlangte Carmona eine religiöse Eigenständigkeit, die seine kulturellen Beziehungen zu den phönizisch-karthagischen Kulturen des Nahen Ostens und des Mittelmeerraums belegen. Neben dieser Gottheit gibt es noch eine weibliche Muttergottheit, die Herrscherin über Leben und Tod und Personifizierung der göttlichen Natur, die durch einen aufrecht stehenden, ovalen Stein dargestellt wurde. Von der Elefantenfigur ging jedoch seit ihrer Entdeckung eine so große Faszination aus, dass sie zum Symbol der Ewigkeit in dieser Grabanlage wurde. Neben dem Altarraum verfügt die Grabanlage über eine Küche, eine Zisterne und einen Speiseraum. Offenbar wurde in der Grabanlage regelmäßig zur Erinnerung an die Verstorbenen ein Gedenkmahl abgehalten.
Das zweite besonders hervorzuhebende Mausoleum, das Servilia-Grab, unterscheidet sich allein schon durch seine fußballfeldgroßen Ausmaße von allen übrigen Grabanlagen. Es wurde im hellenistischen Stil angelegt. Um einen in den Fels geschlagenen, säulenumstandenen Innenhof, der von einer Galerie überdacht war, zweigen zweigeschossig verschiedene luxuriös gestaltete, bemalte Räume ab. An der Stirnseite des Säuleninnenhofs befindet sich die überdachte Grabkammer mit großer trapezoider Vorhalle und spitz zulaufender Kuppel, in der allem Anschein nach ursprünglich die Skulptur von Servilia stand, der wohl die reichste und mächtigste Familie von Regierungsbeamten Carmonas in augusteischer Zeit repräsentierte.

## Entdeckungsgeschichte
1881 wurde eine ausgedehnte römische Nekropole am Rande der Stadt an der Straße nach Sevilla entdeckt und unter der Leitung von Juan Fernández López und dem englischen Archäologen George Bonsor ausgegraben. Im selben Jahr wurden ein Amphitheater und eine Gruppe weiterer Gräber, alle aus den ersten vier Jahrhunderten nach Christi Geburt, nahe der Originalnekropole gefunden und ein kleines Museum von der Carmonenser Archäologischen Gesellschaft eingerichtet, das Mosaike, Inschriften, Porträts und andere Antiquitäten zeigt.

## Sehenswürdigkeiten
Die Zitadelle Carmonas, heute in Ruinen, war ehemals das wichtigste Fort Peters des Grausamen und beheimatet einen geräumigen Palast innerhalb seiner Mauern, heute das attraktive Parador-Hotel Alcázar del Rey Don Pedro, das in der maurischen Burg aus dem 14. Jahrhundert eingerichtet ist und weit ins Land blickt. Der Hauptzugang zur Stadt ist das alte maurische Stadttor an der Straße nach Córdoba, das auf einer römischen Konstruktion beruht. Teile des alten Klosters San Teodomir beruhen auf maurischer Architektur; der Turm der Kirche San Pedro ist eine Imitation der Giralda von Sevilla. Der ehemalige optische Nachrichtenturm Torre del Picacho ist heute Aussichtsturm.
- Alcázar de la Puerta de Sevilla
- Iglesia de Santa María
- Palacio del Marqués de las Torres
- Museo de la Ciudad

## Söhne und Töchter der Stadt
- Johannes Grande (1546–1600), Ordensmann und Heiliger
- Javier Ramírez (* 1978), Radrennfahrer

## Sonstiges
Das Musikvideo zum Lied Gold der britischen New-Wave-Band Spandau Ballet wurde in Carmona gedreht.